# 114e méridien ouest
En géographie, le 114e méridien ouest est le méridien joignant les points de la surface de la Terre dont la longitude est égale à 114° ouest.

## Géographie

### Dimensions
Comme tous les autres méridiens, la longueur du 114e méridien correspond à une demi-circonférence terrestre, soit 20 003,932 km. Au niveau de l'équateur, il est distant du méridien de Greenwich de 12 690 km,.
Avec le 66e méridien est, il forme un grand cercle passant par les pôles géographiques terrestres.

### Régions traversées
En commençant par le pôle Nord et descendant vers le sud au pôle Sud, Le 114e méridien ouest passe par:
| Coordonnées           | Pays, territoire ou mer           | Notes |
| --------------------- | --------------------------------- | --- |
| 90° 00′ N, 114° 00′ O | Océan Arctique                    | |
| 77° 57′ N, 114° 00′ O | Canada                            | Territoires du Nord-Ouest — Île Brock |
| 77° 43′ N, 114° 00′ O | Détroit de Ballantyne (en)        | |
| 77° 19′ N, 114° 00′ O | Étendue d'eau sans nom            | Passe juste à l'ouest de l'Île Fitzwilliam Owen, Territoires du Nord-Ouest, Canada (at 77° 07′ N, 113° 54′ O) |
| 76° 54′ N, 114° 00′ O | Canada                            | Territoires du Nord-Ouest — Île Emerald (en) |
| 76° 43′ N, 114° 00′ O | Étendue d'eau sans nom            | |
| 76° 16′ N, 114° 00′ O | Canada                            | Territoires du Nord-Ouest — Île Melville |
| 75° 28′ N, 114° 00′ O | Baie Murray                       | |
| 75° 03′ N, 114° 00′ O | Golfe de Liddon (en)              | |
| 74° 47′ N, 114° 00′ O | Canada                            | Territoires du Nord-Ouest — Île Melville |
| 74° 31′ N, 114° 00′ O | Détroit de McClure                | |
| 73° 55′ N, 114° 00′ O | Canal de Parry                    | Détroit du Vicomte-Melville |
| 73° 13′ N, 114° 00′ O | Canada                            | Territoires du Nord-Ouest — île Victoria |
| 72° 48′ N, 114° 00′ O | Crique Richard Collinson (en)     | |
| 72° 38′ N, 114° 00′ O | Canada                            | Territoires du Nord-Ouest — Île Victoria |
| 70° 42′ N, 114° 00′ O | Baie du Prince Albert             | |
| 70° 17′ N, 114° 00′ O | Canada                            | Territoires du Nord-Ouest — Île Victoria Nunavut — à partir de 70° 00′ N, 114° 00′ O sur l'Île Victoria |
| 69° 15′ N, 114° 00′ O | Détroit de Dolphin and Union (en) | |
| 68° 23′ N, 114° 00′ O | Canada                            | Nunavut — continent |
| 68° 14′ N, 114° 00′ O | Golfe du Couronnement             | |
| 67° 58′ N, 114° 00′ O | Canada                            | Nunavut — Îles Berens (en) et le continent Territoires du Nord-Ouest — à partir de 65° 57′ N, 114° 00′ O, passe par le Grand lac des Esclaves Alberta — à partir de 60° 00′ N, 114° 00′ O, passe par Calgary à 51° 02′ N, 114° 00′ O |
| 49° 00′ N, 114° 00′ O | États-Unis                        | Montana Idaho — à partir de 45° 42′ N, 114° 00′ O Utah — à partir de 42° 00′ N, 114° 00′ O Arizona — à partir de 37° 00′ N, 114° 00′ O                                                                                               |
| 32° 14′ N, 114° 00′ O | Mexique                           | Sonora |
| 31° 31′ N, 114° 00′ O | Golfe de Californie               | |
| 29° 34′ N, 114° 00′ O | Mexique                           | État de Basse-Californie Basse-Californie du Sud — à partir de 28° 00′ N, 114° 00′ O |
| 26° 58′ N, 114° 00′ O | Océan Pacifique                   | |
| 60° 00′ S, 114° 00′ O | Océan Austral                     | |
| 73° 51′ S, 114° 00′ O | Antarctique                       | Liste des territoires non revendiqués |